# Казаков Василь Іванович (старший сержант)
Васи́ль Іва́нович Казако́в (рос. Василий Иванович Казаков; 15 вересня 1923 — 14 серпня 1944) — радянський військовик часів Другої світової війни, командир гармати 7-ї батареї 348-го артилерійського полку 141-ї стрілецької дивізії 60-ї армії, старший сержант. Герой Радянського Союзу (1944).

## Життєпис
Народився в селі Липовець, нині Покровського району Орловської області Росії, в селянській родині. Дитинство провів у селі Лопіно, нині Чеховського району Московської області. Здобув неповну середню освіту. Працював слюсарем на заводі в Москві.
До лав РСЧА призваний Пушкінським РВК Московської області у грудні 1941 року. На фронтах німецько-радянської війни з 4 липня 1942 року. Воював на Центральному, Воронезькому фронтах.
Особливо відзначився під час битви за Дніпро у боях по розширенню плацдарму на західному березі Дніпра північніше Києва: 7 жовтня 1943 року супротивник силою понад батальйон піхоти при підтримці 18 танків перейшов у котратаку поблизу села Страхолісся. Обслуга гармати під орудою старшого сержанта В. І. Казакова прикривала автошлях, що вів до переправ через Дніпро. Вивівши гармату на пряму наводку, з відстані 500—600 метрів відкрив вогонь по ворогу і підпалив головну машину. У ході бою обслуга сусідньої гармати була виведена з ладу. Старший сержант Казаков направив туди навідника і двох артилеристів, залишившись біля своєї гармати з одним бійцем, і далі вів вогонь. Було знищено ще 2 танки ворога, решта відійшли. 14 жовтня в районі села Радичі супротивник контратакував силами піхоти за підтримки 8 танків. У ході бою обслуга гармати старшого сержанта Казакова знищила 1 танк і понад 20 солдатів ворога.
Загинув у бою за місто Старий Самбір, нині Львівської області. Був похований за 30 метрів східніше церкви. Згодом перепохований на міському кладовищі.

## Нагороди
Указом Президії Верховної Ради СРСР від 3 червня 1944 року старшому сержантові Казакову Василю Івановичу присвоєно звання Героя Радянського Союзу з врученням ордена Леніна і медалі «Золота Зірка» (нагороди не встиг отримати).
Також нагороджений орденом Червоної Зірки (27.10.1943) і медаллю «За відвагу» (30.04.1943).